# ناقوس شب سال نو ژاپن

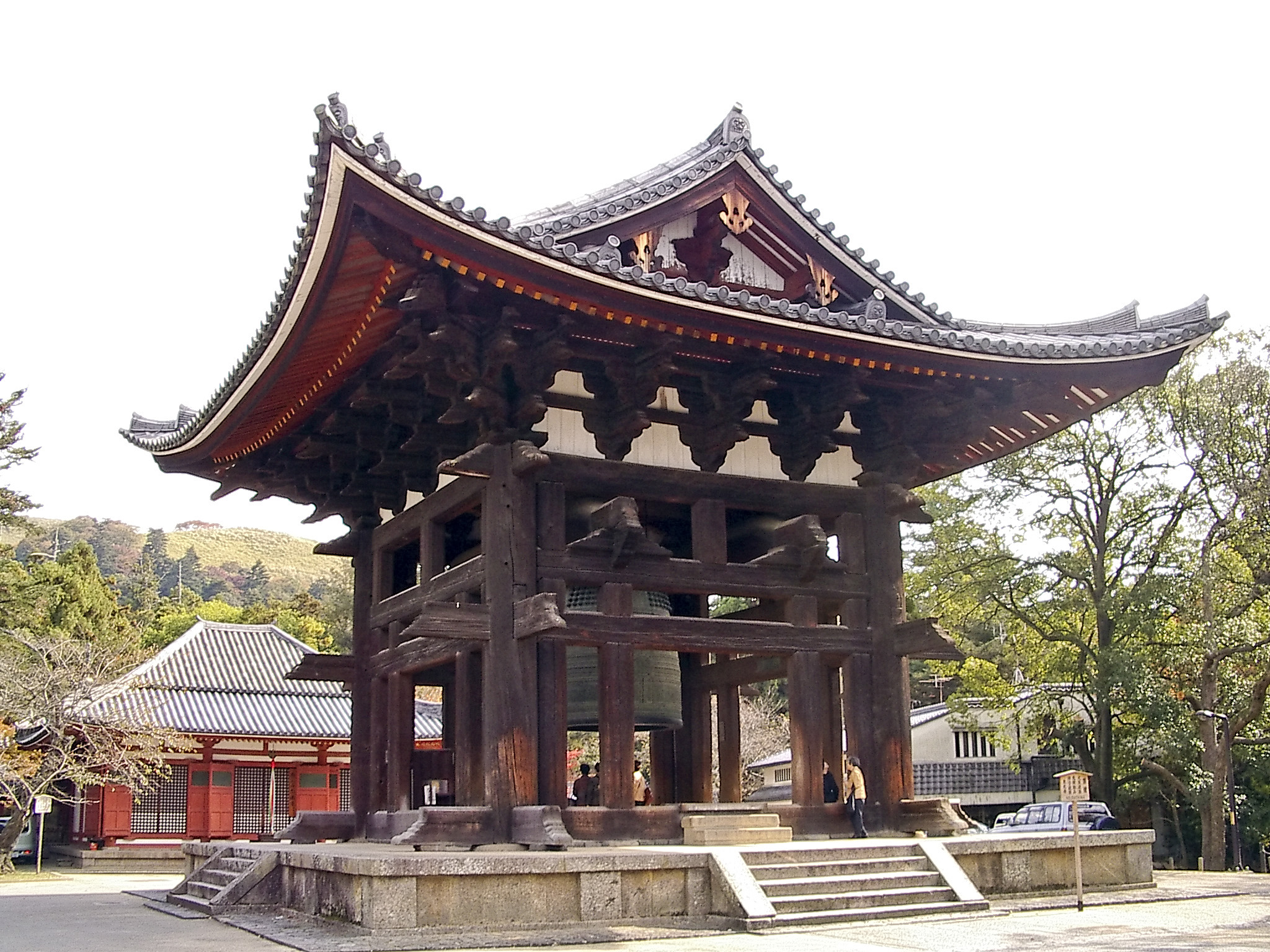
برج ناقوس تودای‌جی در نارا.

به صدا درآوردن ناقوس شب سال نو (جویانوکانه) (به ژاپنی: کانجی 除夜の鐘 هیراگانا じょやのかね) رسمی است که در شب ۳۱ دسامبر، در آخرین دقایق باقیمانده تا تحویل سال نو، در کشور ژاپن اجرا می‌شود. زنگ ناقوس معابد کشور ۱۰۸ بار، به نشانه صد و هشت هوس زمینی به صدا در می‌آید تا این بلاها را از جان انسان دور کرده و روح او را در آستانه سال نو پاکیزه گرداند. از این تعداد، صد و هفت ضربهٔ ناقوس در سال کهنه و ضربهٔ پایانی در سال تازه نواخته می‌شود. این مراسم هر سال به صورت زنده از تلویزیون ان‌اچ‌کی ژاپن پخش می‌شود.